# Найманы

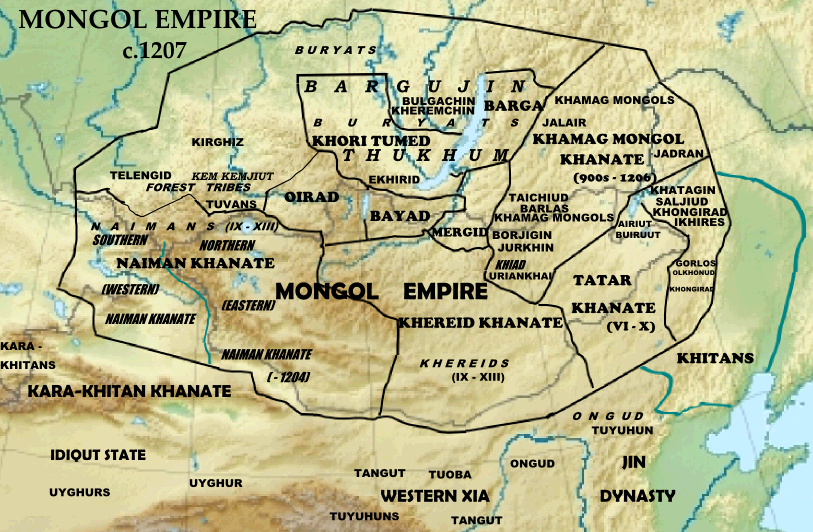
Монгольская империя в 1207 г.

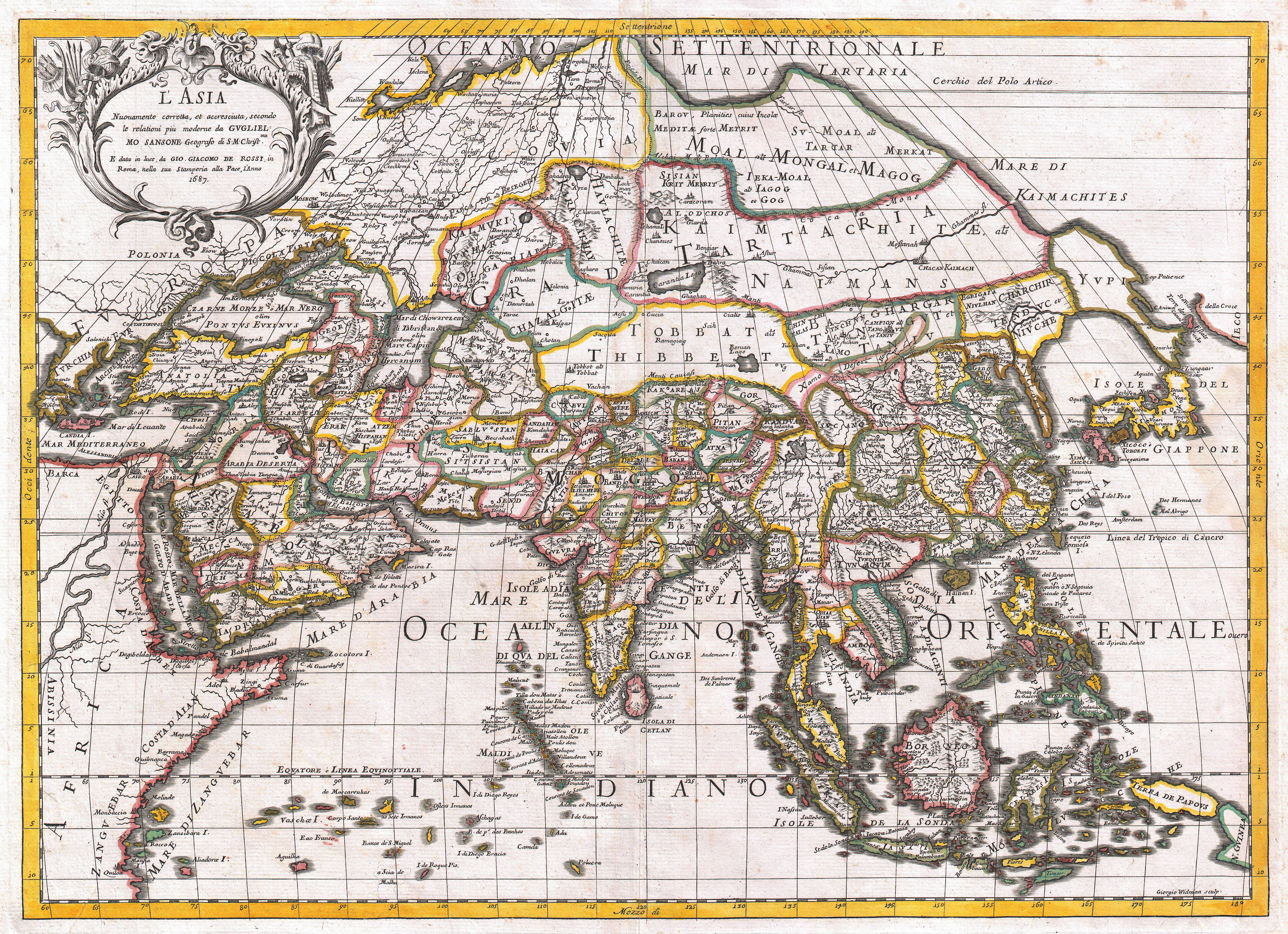
Найманы на карте Джованни Джакомо Де Росси. 1687 г.

Найма́ны (от монг. найман?, ᠨᠠᠶᠢᠮᠠᠨ? — «восемь») — средневековый кочевой центральноазиатский народ. Языковая и этническая принадлежность найманов является дискуссионным вопросом.
Найманы участвовали в этногенезе монголов (племя найман, проживающее в Монголии, а также составляющее Найманьский хошун во Внутренней Монголии), казахов (племя найман Среднего жуза), каракалпаков (подразделение найман племени конграт), узбеков, киргизов (племя найман и род найман племени багыш), алтайцев (племя майман), ногайцев (подразделение Найманская хоругвь в войске Великого княжества Литовского; ойконим Найман и Кара-Найман в Буджаке; род найман акногайцев и кундровских татар, племя найман караногайцев), бурят и хазарейцев.

## Происхождение и язык
В советской и российской историографии найманов традиционно причисляли к монголоязычным племенам (Г. Н. Потанин, В. В. Бартольд, Б. Я. Владимирцов, И. П. Петрушевский, Н. Н. Поппе, Л. Н. Гумилёв, В. В. Трепавлов). Такие авторы как Н. А. Аристов, С. А. Аманжолов, Г. Ховорс поддерживали их тюркоязычную идентификацию. Г. Е. Грумм-Гржимайло относил найманов к числу племён, «происхождение коих не установлено». Другие писали о сложносоставном происхождении данного племенного союза.
По поводу происхождения найманов есть две основные версии. Одна из версий — это происхождение от тюркоязычного племенного объединения «сегиз-огуз». Этноним «сегиз-огуз» («сегиз» — «восемь» в тюркских языках, «огуз» — в значении «род, племя», то есть восьмиплемённый народ или «найман» по-монгольски) упоминается в рунических памятниках эпохи Уйгурского каганата. В 747 году впервые проявилось имя «сегиз-огузов» и «тогуз-татар», которые подняли мятеж, не признавая каганскую власть Моян-чура (то есть принца или князя Мояна) из династии яглакар Уйгурского каганата.
…Тогда «часть народа — „сегиз-огузов“ и „тогуз-татар“, от него отложились, объявив своим каганом старшего сына Тай Бильге-тутука…» Грумм-Гржимайло Г. Е. «Западная Монголия и Урянхайский край»
Данные рунического памятника указывают на группу племён, проживающих на тех же территориях, что и найманы позднее. Из географического описания мест, занимаемых найманами (современная Западная Монголия, Монгольский Алтай, Восточный Казахстан, Алтай), понятно, что они занимают земли, традиционно являвшиеся ядром более ранних государственных образований, таких как телэ/тегрег (тюрк. «тележники», «народ кибиток»), Тюркский каганат, Восточно-тюркский каганат, Уйгурский каганат, Кыргызский каганат. При этом с 907 года по 1125 годы в данном регионе господствовали монгольские племена киданей, которые создали государство Ляо, протянувшееся от Японского моря до Восточного Туркестана. Кара-кидани в свою очередь создали государство Западное Ляо на территории Средней и Центральной Азии, просуществовавшее с 1130 по 1212 годы. Таким образом, этническое становление найманов напрямую связано с ранее существовавшими тюркскими и монгольскими государственными образованиями.
Лингвисты отмечают, что больше всего тюркских элементов наблюдается в составе личных имён у найманов, которые, кстати, испытали и большее влияние древнетюркской культуры, особенно через религию, — некоторые историки относят их к тюркским племенам. В «Сокровенном сказании монголов» зафиксированы, такие личные имена найманов и кереитов, как Алтун-Ашук (из др.-тюрк. алтун ашук «золотая лодыжка» или алтун ашук «золотой шлем»), Кучулук-хан (из др.-тюрк. кюч-люг «сильный, могущественный»), Йеди-Тублук (из др.-тюрк. йеди туглук «семизнамённый»), Инанча-Бильгекан (из др.-тюрк. Ынанчу билге кан, ср. древнетюркские личные имена Билге-Каган, Кюл билге хан, Ынанчу билге, Ынанчу чур и др.). Такие авторы как Хань Жулинь, П. Рачневский, Е. И. Кычанов связывали найманов и кереитов с кыргызами, а Е. И. Кычанов сюда включал еще и меркитов и татар. П. Рачневский писал, что найманы и кереиты могли быть частью кыргызского народа или частью этноса Кыргызского каганата.
Согласно второй версии, найманы монголоязычный народ. Л. Н. Гумилёв предполагает, что найманы произошли от монголоязычных каракитаев (кара-киданей), которые, перейдя в Западную Монголию, после падения империи Ляо образовали союз родов или племён найман:
Восьмиплеменным народом были кидани, а слово «найма» значит по-монгольски «восемь». От найманского языка сохранились только имена собственные и «культурные слова». И те и другие чаще всего бывают заимствованными у соседей. Зато мы знаем, что при столкновении с кераитами и монголами найманы великолепно с ними объяснялись, что говорит об их монголоязычии. А откуда могли монголоязычные кочевники попасть на Алтай во второй половине XII в.? Только вместе с киданями, а скорее как часть киданей, соратников Елюя Даши. 
О тесных этногенетических и этнополитических связях найманов с киданями и тюркскими племенами алтайского региона пишет в своей работе Т. А. Акеров. При этом известно, что киданьская империя Ляо неоднократно вступала в конфронтацию с племенами из группы цзубу, в состав которой входили найманы, кереиты, меркиты, джалаиры и татары. Цзубу упоминаются в «Ляо ши», в официальной истории киданськой династии Ляо. По мнению Г. О. Авляева, цзубу в XII веке являлись монголоязычным племенным объединением. Согласно Л. Н. Гумилёву и С. К. Хойту, цзубу являлись одной из трёх ветвей монголоязычных шивэй, наряду с самими киданями и одноимённой дальневосточной ветвью шивэй.
Л. Н. Гумилёв приводит тот факт, что найманы при столкновении великолепно изъяснялись с монголами и кереитами. Однако лингвист М. З. Закиев считает, что данный факт лишь подтверждает наличие международного языка, которым в одинаковой степени владели все кочевники Центральной Азии. Известно, что так же великолепно монголы объяснялись и с кипчаками, когда понадобилось расстроить их союз с аланами, и с огузами, и с уйгурами, выполнявшими в их империи канцелярские функции, что также отмечено Рашид ад-Дином. Со времён Тюркского каганата и до распада Кыргызского каганата языком межплеменного общения продолжал оставаться тюркский орхоно-енисейский язык, единый литературный язык (наддиалектный койне) того времени. Именно наличие такого, понятного для всех языка (тюркского), придавало значение обращениям ко всем кочующим поблизости племенам, высеченным на памятниках Второго Тюркского, Уйгурского и Кыргызского каганатов. Однако после ухода енисейских кыргызов с территории Монголии, затем и с усилением киданей, а позже и монголов под предводительством Чингисхана в регионе всё большее значение стал приобретать монгольский язык. При этом известные имена собственные и титулы найманов были тюркскими. Наряду с этим ряд исследователей отмечает, что имена и титулы довольно легко переходят из одного языка в другой. Согласно В. В. Бартольду, монгольские личные имена всё-таки встречаются у найманов (например, Хори Субэчи; в монгольском языке имя найманского полководца Кучлука можно восстановить от слова хючулуг «сильный»), наличие же тюркских титулов он объясняет культурным влиянием уйгуров. Согласно Л. Н. Гумилёву, используя тюркские титулы, найманы сохранили монгольскую речь.

Первые достоверные сведения о найманах — у Рашид ад-Дина (XIII в.), который описывает их так:
Эти племена [найманов] были кочевыми, некоторые обитали в сильно гористых местах, а некоторые — в равнинах. Места, на которых они сидели, как упомянуто [?], таковы: Большой [Екэ] Алтай, Каракорум, где Угедей-каан, в тамошней равнине, построил величественный дворец, горы: Элуй-Сирас и Кок-Ирдыш [Синий Иртыш]…горы, лежащие между той рекой и областью киргизов и соприкасающиеся с пределами той страны, до местностей земель Могулистана, до области, в которой живал Он-хан, — по этой причине у найманов с Он-ханом постоянно была распря и вражда, — до области киргизов и до границ пустынь, соприкасающихся со страной уйгуров. Эти племена найманов и их государи были уважаемыми и сильными; они имели большое и хорошее войско; их обычаи и привычки были подобны монгольским.

Далее, описывая найманов, Рашид ад-Дин пишет:
Из племён, близких к найманам и юрты коих соприкасались с ними, было племя тикин. У него был государем Кадыр-Буюрук; Так как монголы не знают этого имени, они говорят Каджир-хан. Царство этого Кадыр-Буюрук-хана и его предков было больше, чем государство Он-хана, Таян-хана и других царей кераитов и найманов, и они были славнее и почтеннее их. По прошествии некоторого времени упомянутые государи стали сильнее, чем они. Чингиз-хан присоединил то племя тикин к племени онгут, и они [с тех пор] совместно кочевали. Он брал для своего рода девушек племени тикин и давал [их] также эмирам [племени] онгут. Их девушки и найманские известны красотою и грацией.
Трудно не узнать в близком найманам племени «тикин», описанном вместе с найманами, древнетюркское «тегин», держава предков которых «была больше, славнее и почтеннее». Рашид ад-Дин в этом тексте указывает на единственное племя, близкое с найманами по языку и крови. Поскольку в своём труде Рашид ад-Дин распределяет племена по степени родства и близости, племя «тикин» упоминается вместе с найманами. Однако, согласно Э. Дж. Пуллиблэнку, титул тегин происходит из хуннского титула ту-ци (по переводу «Хань шу» — ‘мудрый’ или ‘достойный’). По его мнению, до тюрков титул тегин был распространён у эфталитов и древних монголов тоба. Согласно Аюудайн Очиру, слово тегин является общим термином для алтайских языков и происходит из древнеалтайского языка. В монгольском языке титул известен в форме «жигин».
Согласно сведениям из «Сборника летописей», обычаи и привычки найманов подобны монгольским. Рашид ад-Дин описывает найманов в главе, посвящённой племенам, которые близки монголам «по типу и языку». При этом в отношении других племён (мангутов, барласов, тайджиутов), Рашид ад-Дин конкретен — прямо называя их монголами и рассказывая об их происхождении от Бодончара и Алан-Гоа, например, в отношении кереитов: «род монголов; их обиталище есть [по рекам] Онону и Кэрулэну, земля монголов». Найманы наряду с кереитами, онгутами, тангутами названы в числе племён, «которые не столь давно получили имя монголов».
Согласно Аюудайн Очиру, найманы, объединившие в себе несколько племён, за период своего существования не могли состоять исключительно из представителей одного этноса. Он добавляет, что найманы, в состав которых входили монгольские и тюркские компоненты, по происхождению представляли смешанный этнос. Однако он считает, что в XIII веке найманы разговаривали на монгольском языке. В число сторонников монгольской теории происхождения найманов входят Л. Н. Гумилёв, В. В. Бартольд, Ч. Ч. Валиханов, Л. А. Хетагуров, А. А. Семёнов, С. П. Толстов, А. П. Окладников, С. П. Дылыков, И. С. Казакевич, Ш. Бира, Ш. Нацагдорж, Х. Пэрлээ, Барбара А. Уэст. Ряд исследователей называет их монголизированными тюрками. Т. А. Акеров считает, что найманы как этнос имели тумато-канглийское происхождение.
Б. Я. Владимирцов высказал предположение, согласно которому литературный монгольский язык времён Монгольской империи мог быть древне-найманским наречием.

## Гаплогруппа
Наиболее часто у найманов Казахстана встречаются две гаплогруппы: O2a2b1-М134 (42 %) и С2-М217 (37 %). На уровне кланов гаплогруппа O2a2b1-М134 больше характерна для клана толегетай (70 %), тогда как гаплогруппа C2b1a2-М48 чаще встречается у клана сарыжомарт (61 %).
Генетически найманам Казахстана из азиатских народов наиболее близки узумчины, проживающие во Внутренней Монголии и на востоке Монголии.
Судя по гаплогруппе O, прямой предок найманов по мужской линии происходит родом из Восточной Азии. Согласно Ж. М. Сабитову, гаплогруппа C2 связана с огромным массивом монгольских племён XIII в., распространивших эту гаплогруппу по территории Монгольской империи.
Другие гаплогруппы: N* (3 %), N1a1a (2 %), N1a2b (2 %), O2a2* (2 %), D (1 %), C2c1a1a1 (1 %), G1 (1 %), I* (1 %), I1 (2 %), J2* (1 %), R1a1a* (2 %), R1b1a1a2 (2 %), R1b1a1a* (1 %). Гаплогруппа R1b1a1a*-P297(xM269) встречается в кланах торткара и баганалы.

## Этимология этнонима
«Найман» в переводе с языков монгольской группы обозначает числительное «восемь», что указывает на монголоязычный компонент в этническом составе средневековых найманов.
По Аристову, название «найманы» происходит от названия р. Найма, притока Катуни, где по его мнению было их первоначальное местообитание.
Согласно другой точке зрения, «найман» — это конгломерат крупных огузских племён «сегиз-огуз» («сегиз» — «восемь» в тюркских языках, «огуз» — в значении «род, племя», то есть восьмиплемённый народ или «найман» по-монгольски), упоминавшийся с VIII в., а своё прозвище «найман» получивший от монголоязычных соседей.

## История

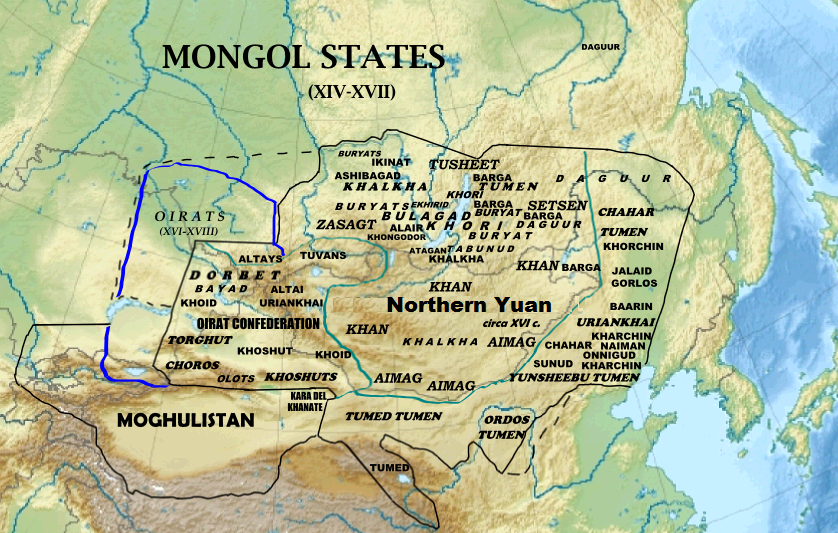
Монгольские государства в XIV—XVII вв. Монгольский каганат, Ойратское ханство и Могулистан. Найманы в Южной Монголии

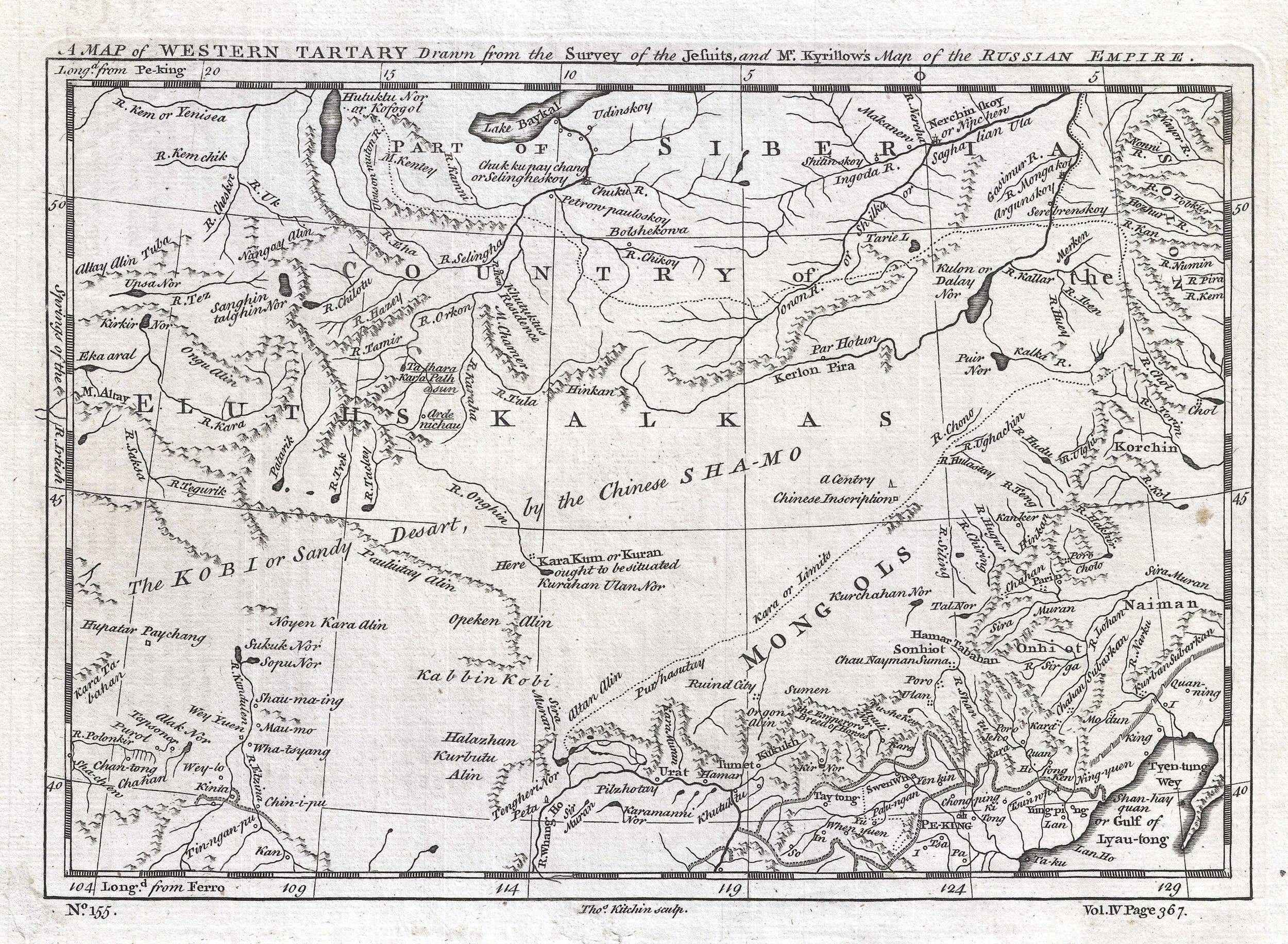
Монгольские племена в Южной Монголии: оннюты (Onhiot), хорчины (Khorchin). Найманы на юге от реки Шара-Мурэн (Sira Muran). 1747 г.

После того, как в Центральной Азии Уйгурский каганат пал под ударами кыргызов в 840 году, происходит возвышение Кыргызского каганата и начинается процесс складывания конфедерации кочевников Центральной Азии, известных в китайских источниках под собирательным названием «цзубу» — кочевники. Северными цзубу называли кереитов, а западными — вероятно найманов. В конце IX — начале X века цзубу вступили в конфронтацию с киданьской империей Ляо, центр которой находился в Северном Китае. Ожесточённые столкновения в 984 году привели к поражению цзубу. В 1069 году цзубу нанесли поражение войскам Ляо, однако в конце XI в. степное государство вновь ослабело. Очередная война была развязана в 1092 году, и в итоге и северные, и западные цзубу признали сюзеренитет империи Ляо. Из географического положения мест, занятых найманами и их соседями кереитами, можно провести параллель между упоминавшимися в рунических памятниках «сегиз-огузами» и «тогуз-татарами», затем «западными» и «северными цзубу», а позднее «найманами» и «кереитами». Согласно Л. Н. Гумилёву и С. К. Хойту, цзубу являлись одной из трёх ветвей монголоязычных шивэй, наряду с самими киданями и одноимённой дальневосточной ветвью шивэй. По мнению Г. О. Авляева, цзубу в XII веке являлись монголоязычным племенным объединением.
После падения государства Ляо в 1125 году найманы основали собственное государство. В 1143 году их правителем стал Инанч-Бильге-Буку хан. Государство найманов занимало земли к западу от кереитов (кит. «западные цзубу»), на Алтае, в Западной Монголии и Восточном Казахстане. С самого начала своего существования оно заняло враждебную к кереитам позицию, оспаривая у них гегемонию над кочевниками Центральной Азии. Несколько раз Инанч-хану удавалось посадить на престол в кереитском государстве своих ставленников, однако после его смерти в конце XII — начале XIII века само найманское ханство распалось на две части, которые возглавили два сына Инанча — Таян-хан и Буюрук-хан. Раскол ослабил найманов, и в 1201 году оба владения потерпели поражение от кереитско-монгольского союза. Кереиты, помогавшие монголам, в 1203 году были также разгромлены и включены в состав нового ханства монголов Чингисхана. В 1204 году монголы разгромили Таян-хана, а в 1206 (согласно «Сокровенному сказанию» и «Алтан Тобчи» — в 1202) — Буюрук-хана. Найманы вместе со своим ханом Кучлуком, сыном Таяна, ушли с Хангая на Алтай, где соединились с остатками меркитов и кереитов, ранее разгромлённых монголами. После поражения найманов на Бухтарме Кучулук был вынужден с остатками своего улуса окончательно оставить территорию Алтая и бежать в Семиречье. Значительное число найманов и кереитов осталось в Восточном Казахстане и подчинилось монголам. Кучлук, собрав остатки найманских войск, укрылся в государстве кара-киданей и женился на дочери их правителя-гурхана. Здесь найманы заняли господствующее положение, однако вскоре их настигли войска монголов, после нескольких поражений хан Кучлук был схвачен и казнён.
В XII—XIII вв. конфедерация найманов наряду с кереитами и меркитами представляла собой крупное центральноазиатское государственное объединение. Найманы были одним из самых сильных кочевых племён Центральной Азии. Их территория, по Аристову, простиралась от рек Тамира и Орхона до Иртыша. Мирные отношения сменялись периодами вражды с наиболее сильными и могущественными племенами, как объединёнными в государство кереитами. У найманов действовало обычное право, имело распространение делопроизводство. Документы скреплялись печатью. Должности у элитарной части общества передавались по наследству. Считались наиболее культурными из всех кочевых племён Центральной Азии. Пользовались староуйгурским письмом, на основе которого появилось старомонгольское письмо.
Найманы, покорённые монголами, стали частью населения, главным образом, Улуг Улуса (Золотой Орды). После её распада вошли в состав разных государств и, соответственно, разных народов. Многие найманы вошли в состав Чагатайского улуса, где они продолжали крепко сохранять своё племенное и родовое устройство. Группы найманов были отмечены источниками в Мавераннахре уже в XIV веке. Некоторые служили в войске Тамерлана. В числе эмиров Амир Тимура были найманы: Тимур ходжа, Еркебулан, сын Аубакира, Латифаллах, Ак-Буга, Али Тутак и Саадат. В период походов Тимура часть найманов Улуг Улуса вместе с аргынами, занимала территорию от р. Ишим на юго-западе до Каратала и на запад до р. Нуры (Аристов).

### Найманы в составе Монгольского государства
После падения найманского ханства, большинство населения перешло под власть Великого Монгольского государства и в последующие исторические периоды управлялось потомками великих ханов. С конца XIV в. найманы вошли в состав чахаров. В конце XV в. они стали подданными старшего сына Батумунху Даян-хана Тур Болда и его преемников, которые в начале XVII в. попали под власть Цинского государства.
В 1636 г. найманы были выделены в один хошун, входивший в состав Дзу-Удинского сейма, и расселены в южной части слияния рек Шара-Мурэн и Лаоха, где проживают и по сей день. Часть из них, вошедшая в состав халхов, расселилась в восточной и центральной частях Монголии и образовала род найман — большой (их) и малый (бага) найман. Найманы Внутренней Монголии ныне проживают в хошуне Найман-Ци, который входит в состав округа Тунляо. Ранее хошун входил в состав провинции Жэхэ.

### Ханы
- Инанч-хан (Инанч-бука); ок. 1143—1190), он же Эният-хан, Иоанн-хан по Гумилёву;
- Таян-хан (Бай-бука или Тайбука), сын Инанч-хана; ок. 1190—1204;
- Буюрук-хан, брат Таян-хана; сопр. ок. 1190—1202 или 1206;
- Кучлук, сын Таян-хана; 1204—1211, уб. 1218;
- 1211 — завоевание монголов[41].

## Современные носители этнонима

### Монгольские найманы
Отдельные роды найманов встречаются по всей территории Центральной Азии, в том числе и среди монгольских аймаков в Монголии, а также в Автономном районе Внутренняя Монголия в КНР. Во Внутренней Монголии по старому территориальному делению существовал сейм, включавший в себя помимо бааринов, хорчинов и других монгольских хошунов, хошун найманов — Найман-Ци, где живут потомки средневековых найманов, составляющие одну из народностей южных монголов и говорящие на найманском диалекте монгольского языка. Среди найманов Внутренней Монголии отмечены роды найман и даруу найман. Найманы отмечены в составе оннигутов и чахаров. Численность найманов в Китае и Монголии неизвестна.
Представители родов найман и их найман проживают в сомонах Хангай и Ихтамир Архангайского аймака; сомонах Заг и Галуут Баянхонгорского аймака; сомонах Баянхутаг, Биндэр, Мурэн, Батширээт, Хэрлэн, Умнедэлгэр Хэнтэйского аймака Монголии. Кроме этого в Монголии в составе халха-монголов проживают потомки рода найман бидэгун. Род бидэгун (бэдэгун, бидуун) отмечен на территории сомонов Баянбулаг и Бууцагаан Баянхонгорского аймака. Помимо Халхи, они группами проживают в местах расселения харчинов и монголжин Внутренней Монголии. Род бидэгун также был отмечен в составе правого крыла ордосского тумэна.
В Монголии проживают носители следующих родовых фамилий:
- Найман — зарегистрированы в Улан-Баторе и во всех аймаках Монголии[47];
- Бага Найман — в Улан-Баторе и аймаке Хэнтий[48];
- Баруун Найман — в Улан-Баторе[49];
- Гөөгөө Найм — в Улан-Баторе и аймаке Баянхонгор[50];
- Их Найм — в аймаках: Хэнтий и Дорнод[51];
- Их Найман — в Улан-Баторе и аймаках: Орхон, Туве, Хэнтий и др.[52];
- Найм — в Улан-Баторе и аймаках: Дорнод, Дархан-Уул, Булган и др.[53];
- Наймаа — в Улан-Баторе и аймаках: Уверхангай, Дорнод и др.[54];
- Наймаан — в Улан-Баторе, в Ховде и других аймаках[55];
- Наймад — в Улан-Баторе[56];
- Найман Тайж — в Улан-Баторе и аймаке Сэлэнгэ[57];
- Найманууд — в Улан-Баторе[58];
- Наймангууд — в Улан-Баторе и аймаке Дорнод[59];
- Наймнууд — в аймаке Баянхонгор[60];
- Наймынхан — в Улан-Баторе и аймаках: Ховд, Хувсгел, Уверхангай и др.[61];
- Бидгүн — в Улан-Баторе аймаках: Архангай, Дархан-Уул и др.[62];
- Бидгүүн — в Улан-Баторе аймаках: Баянхонгор, Сэлэнгэ и др.[63];
- Бидэгүн — в Улан-Баторе и аймаках: Баянхонгор, Сухэ-Батор, Туве, Архангай[64];
- Бидэгүүн — в Улан-Баторе и аймаках: Баянхонгор, Дархан-Уул, Говь-Сумбэр, Архангай, Сэлэнгэ, Дундговь[65];
- Бэдгүүн — в аймаке Сэлэнгэ[66];
- Бэдэгүн — в аймаках: Баянхонгор, Архангай, Уверхангай[67];
- Бэдэгүүн — в Улан-Баторе[68].

### Бурятские найманы
Бурятские найманы живут среди цонголов (найман, ухин наймантан, наймантан), западных бурят (род наймангут в составе аларских бурят, род наймадай в составе балаганских бурят), хонгодоров (род наймангууд в составе дарлекин-хонгодоров). В состав ононских хамниган входит род найман (наймангууд, наймантан); в частности найманы отмечены в составе хамниганского рода урянхай-тугчин. Цонгольский род ухин наймантан (үхён наймантан) включает в свой состав следующие ответвления: унагачитан, дагатан, дзабтан, бунитан, шара далайтан.
Название «баруун найман» ранее было именем одного из двух крыл селенгинских бурят. Крыло «баруун найман» составляли цонголы, сартулы, атаганы, табангуты, узоны, хатагины, ашабагаты и андагай.

### Алтайские найманы
Майман — один из самых многочисленных алтайских сеоков. В алтайском языке фонемы н / м взаимозаменяемы, и потому одна часть алтайцев именует себя найман, а другая — майман, что означает одно и то же. Чаще всего алтайцы говорят майман. Майманы живут преимущественно в центральных районах Республики Алтай: Онгудайском, Шебалинском, Усть-Коксинском и столице — г. Горно-Алтайск. В этногенетических преданиях упоминается о пура / бура майманах.
Состоит из двух экзогамных подразделений:
- Кара майман (или «чёрные майманы»)
- Кӧгӧл майман (или «синие майманы»)

### Казахские найманы
По данным сельскохозяйственной переписи 1897—1911 гг. найманов на территории России насчитывалось 394,5 тыс. человек, что составляло 11,4 % численности казахского населения Российской империи, в том числе 95,8 % казахского населения Устькаменогорского уезда, 92 % Лепсинского, 88,3 % Зайсанского, 47 % Атбасарского, 34,4 % Копальского, 24,8 % Семипалатинского уездов. Входили в состав Среднего жуза.
У казахских найманов местами кочёвок были урочища по Алтаю и Тарбагатаю, Джунгарскому Алатау, близ Балхаша, Улытау, а также среднего течения Сырдарьи, значительное число расселяется на сегодняшний день в России (на Алтае), Монголии (в западных районах) и Китае.
В составе казахского народа найманов около 940 000 человек.
Казахские найманы Среднего жуза состоят из родов:
- Толегетай в Восточно-Казахстанской и Алматинской областях.
  - Каракерей
  - Матай
  - Садыр
  - Тортул[82]
- Ергенекті в Восточно-Казахстанской и Карагандинской областях.
  - Бура
  - Сарыжомарт
  - Көкжарлы
- Терістамғалы в Восточно-Казахстанской области.
- Баганалы на западе Карагандинской области.
- Балталы в Кызылординской области, на западе Карагандинской области.

### Киргизские найманы
Киргизские найманы проживают на самом юге Кыргызстана, широкой полосой вдоль границы с Таджикистаном, а также анклавом к северо-востоку от города Сулюкта.
- Байбол
- Боз
- Боз торгой
- Бөө найман
- Кан найман
- Кара найман
- Кожо найман[83] — Баткенская область, Кадамжайский район, Абсамат Масалиевский аильный округ — с. Кожо
- Кошон
- Көн найман[84] — Баткенская область, Кадамжайский район, Абсамат Масалиевский аильный округ — с. Көн
- Көкө найман[85] — Баткенская область, Кадамжайский район, Абсамат Масалиевский аильный округ — с. Көкө
- Кудайменде
- Отой
- Сарыбай
- Тентек
- Туума
- Чыргоо

### Узбекские найманы
Некоторые рода найманов вошли в состав узбекского народа. Узбеки-найманы были мусульманами по вероисповеданию и заключали браки по шариату в прошлом. В отличие от монголов и казахов они следовали эндогамным бракам и женились на двоюродных сёстрах и близких родственниках по материнской и отцовской линии. Поэтому отличались семьи, система права и др. При генетическом исследовании неожиданно оказались европеоидными группы узбеков-найман Узбекистана. По данным некоторых исследователей, в начале XX века узбеки-найманы подразделяли себя на 17 родов:
- пулатчи
- алти огул
- иланли
- куштамгали
- каранайман
- казак-найман
- бурунсав
- козаякли найман
- карагук
- агран
- мамай
- сакзил
- чумчукли
- садирбек
- укреш-найман
- жагарбайли
- баганали
- балтали найман

### Хазарейские найманы
Существует небольшая группа найманов в Афганистане. Они принадлежат к хазарейцам, проживающим в долине Шейх Али. Верующие мусульмане-шииты.